# Joanne Greenberg
Joanne Greenberg, ps. „Hannah Green” (ur. 24 września 1932 w Brooklynie w Nowym Jorku) – amerykańska pisarka, autorka powieści i opowiadań, nauczycielka akademicka.

## Życiorys
Absolwentka American University w Waszyngtonie, gdzie uzyskała stopień Bachelor of Arts, specjalizując się w antropologii i literaturze angielskiej. Kontynuowała edukację na University of London i University of Colorado. Po ukończeniu studiów pracowała przez pewien czas jako nauczycielka w szkole podstawowej i od 1983 wykładała antropologię w Colorado School of Mines, w której prowadziła również zajęcia z creative writing.
W 1963 zdebiutowała powieścią historyczną The King’s Persons, opisującą życie Żydów w średniowiecznej Anglii i ich masakrę na zamku w Yorku w 1190. W 1964 opublikowała pod pseudonimem „Hannah Green” swoją najbardziej znaną powieść, I Never Promised You a Rose Garden (tytuły polskie: Życie to nie bajka lub Nigdy nie obiecywałam ci ogrodu pełnego róż), częściowo autobiograficzną relację o hospitalizacji w klinice psychiatrycznej Chestnut Lodge w Rockville w stanie Maryland, gdzie zdiagnozowano u niej schizofrenię i gdzie w latach 1948–1951 była pacjentką niemiecko-amerykańskiej psychoanalityczki Friedy Fromm-Reichmann. Książka stała się bestsellerem (do 2014 sprzedano blisko sześć milionów egzemplarzy) i w 1977 została zekranizowana jako film fabularny w reżyserii Anthony’ego Page’a z Kathleen Quinlan w roli głównej (tytuł polski Nigdy nie obiecywałem ci ogrodu pełnego róż). W 2004 powstała sztuka teatralna oparta na I Never Promised You a Rose Garden. W 1985 powieść In This Sign (1970), poświęconą amerykańskiej społeczności głuchych, zaadaptowano dla telewizji pod tytułem Love Is Never Silent w reżyserii Josepha Sargenta.
Joanne Greenberg otrzymała m.in. the Jewish Book Council of America Award (1963) oraz Harry and Ethel Daroff Memorial Fiction Award (1963), a także Christopher Book Award (1971), Rocky Mountain Women’s Institute Award (1983) i nagrodę Colorado Author of the Year 1991.

## Życie prywatne
Córka Juliusa Lestera i Rosalie Goldenberg z d. Bernstein, przyszła na świat jako Joanne Goldenberg i wychowała się w rodzinie żydowskiej. W 1955 zawarła związek małżeński z Albertem Greenbergiem, po czym przeprowadziła się do miasta Golden w stanie Kolorado. Matka dwóch synów, Davida i Alana, mieszkanka górskiego domu w pobliżu Lookout Mountain w rejonie Golden. Była wolontariuszką straży pożarnej (Lookout Mountain Fire Department) i ratownictwa górskiego (Highland Rescue Team), specjalizując się w pomocy medycznej. 

## Publikacje książkowe

### Powieści
- The King’s Persons (1963)
- I Never Promised You a Rose Garden (1964), wyd. polskie 1994 Życie to nie bajka, tłum. Tomasz Bieroń (ISBN 83-86530-09-X), wznowienie 2024 pod tytułem Nigdy nie obiecywałam ci ogrodu pełnego róż, tłum. Tomasz Bieroń (ISBN 978-83-8252-703-2)
- The Monday Voices (1965)
- In This Sign (1970)
- Rites of Passage (1972)
- Founder’s Praise (1976)
- A Season of Delight (1981)
- The Far Side of Victory (1983)
- Simple Gifts (1986)
- Age of Consent (1987)
- Of Such Small Differences (1988)
- No Reck’ning Made (1993)
- Where The Road Goes (1998)
- Appearances (2006)
- Miri, Who Charms (2009)
- All I’ve Done for You (2017)
- Jubilee Year  (2020)

### Zbiory opowiadań
- Summering: A Book of Short Stories (1966)
- And Sarah Laughed (1972)
- High Crimes and Misdemeanors (1979)
- With The Snow Queen (1991)